# Louisenlund
La Fundación Louisenlund es un internado privado para chicos y chicas en Güby, Schleswig-Holstein, Alemania.

## Historia
El edificio principal de la escuela está en el Palacio de Louisenlund, que fue construido por Hermann von Motz entre 1772 y 1776 para el Príncipe Carlos de Hesse-Kassel como un regalo para su esposa, la Princesa Luisa de Dinamarca, hija del rey Federico V de Dinamarca.
Louisenlund se convirtió más tarde en parte de la propiedad de los duques de Schleswig-Holstein-Sonderburg-Glücksburg, quienes remodelaron el palacio a su estado actual. Un viajante inglés, Horace Marryat, escribió en 1860ː "Louisenlund es una encantadora residencia de verano, con sus oscuros bosques de hayas, en primavera una alfombra de lirios, hierbas-paris; y las brillantes aguas azules de sus profundos fiordos, aguas que podrían revelar historias tristes".
Asesorado por Kurt Hahn, el Duque Federico Guillermo de Schleswig-Holstein-Sonderburg-Glücksburg decidió construir en 1949 una escuela internado en los terrenos del palacio y creó la Fundación Louisenlund para administrarla, miembro de la Conferencia de Escuelas de Round Square.